# Anatoli Petrowitsch Tarabrin
Anatoli Petrowitsch Tarabrin  (russisch Анатолий Петрович Тарабрин; * 28. Juni 1935 in Smolensk; † 11. Februar 2008 in Sankt Petersburg) war ein sowjetischer Ruderer.

## Biografie
Anatoli Tarabrin begann 1952 im Zuge seiner Einschreibung an der Schdanow-Universität Leningrad mit dem Rudern. Bei den Olympischen Sommerspielen 1960 in Rom gewann er im Vierer ohne Steuermann zusammen mit Igor Achremtschik, Juri Batschurow und Walentin Morkowkin die Bronzemedaille. Ein Jahr später holte er in der gleichen Bootsklasse mit dem sowjetischen Boot die Bronzemedaille bei den Europameisterschaften in Prag. Von 1960 bis 1962 war er zudem Sowjetischer Meister im Vierer ohne Steuermann und 1963 im Vierer mit Steuermann.